# Horisme arenosus
Horisme arenosus är en fjärilsart som beskrevs av Gordon J. Howes 1910. Horisme arenosus ingår i släktet Horisme och familjen mätare. Inga underarter finns listade i Catalogue of Life.